# Rajpipla (Staat)

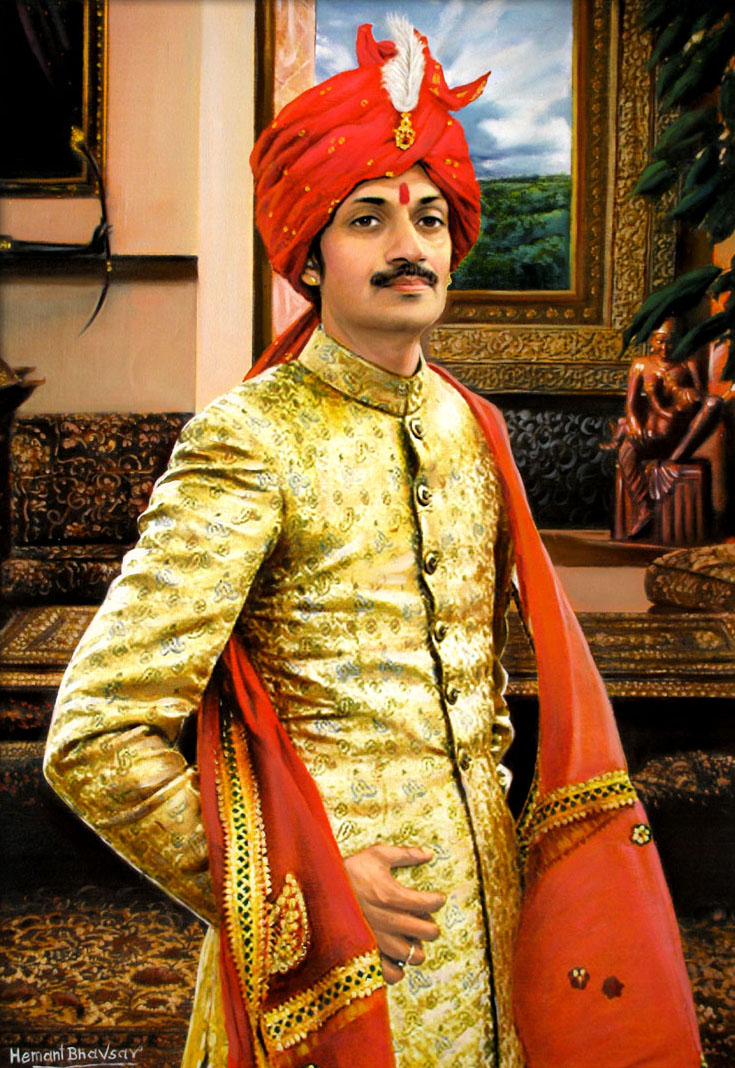
Gemälde von Manvendra Singh Gohil

Briefmarke von Rajpipla (1880)

Rajpipla war ein Fürstenstaat Britisch-Indiens in der Region Rewa Kantha im heutigen Bundesstaat Gujarat an der Narmada (Narbada) oberhalb von deren Mündung ins Arabische Meer bei Bharuch (Broach). Seine Hauptstadt war der Ort Rajpipla. Das Rajputen-Fürstentum wurde von Akbar I. dem Mogulreich unterworfen. Ende des 18. Jahrhunderts eroberten die Marathen unter dem Gaekwar von Baroda das Land und besetzten es 1815 ganz. 1821 wurde Rajpipla britisches Protektorat (bis 1947) und war 1887–1897 unter direkter britischer Verwaltung. Der Maharana (Maharaja) vollzog am 10. Juni 1948 den Anschluss an Indien, und Rajpipla wurde Teil des Staates Bombay. Seit 1960 gehört es zum Bundesstaat Gujarat.
Rajpipla hatte 1880–1886 eine Staatspost mit eigenen Briefmarken. Das Fürstentum hatte 1941 eine Fläche von 3919 km² und 237.000 Einwohner.